# Big Lakes County
Das Big Lakes County ist einer der 63 „municipal districts“ in Alberta, Kanada. Der Verwaltungsbezirk liegt in der Region Nord-Alberta und gehört zur „Census Division 17“. Er wurde zum 18. Dezember 1913 eingerichtet (incorporated als „Large Local Improvement Districts“) und sein Verwaltungssitz befindet sich in High Prairie.
Der Verwaltungsbezirk ist für die kommunale Selbstverwaltung in den ländlichen Gebieten sowie den nicht rechtsfähigen Gemeinden, wie Dörfern und Weilern und ähnlichem, zuständig. Für die Verwaltung der Städte (City) und Kleinstädte (Town) in seinen Gebietsgrenzen ist er nicht zuständig. Ebenfalls nicht zuständig ist der Bezirk für die Siedlungen der Métis. Die Métis-Siedlungen in Alberta werden gemeinsam von einer Métis-Regierung vertreten und regiert, das „Métis Settlements General Council“.

## Lage
Der „Municipal District“ liegt zentralen Norden der kanadischen Provinz Alberta. Er wird dem Peace River Country zugerechnet und in Ost-West-Richtung vom Alberta Highway 2 durchquert. Von diesem zweigt an der östlichen Bezirksgrenze der nach Süden laufende Alberta Highway 33 ab. Während im westlichen Bereich des Bezirks der Winagami Lake mit dem Winagami Lake Provincial Park liegt, findet sich im östlichen Bereich der Kleine Sklavensee (Lesser Slave Lake) mit dem Hilliard’s Bay Provincial Park. Im Nordosten befindet sich mit dem Utikuma Lake ein weiterer großer See. Außerdem wird der Bezirk vom South Heart River, einem Zufluss des Kleinen Sklavensees, durchflossen.
Im Bezirk liegen mehrere Reservate der Cree (Drift Pile River, Kapawe’no Freeman, Halcro and Pakashan, Sucker Creek und Swan River) sowie Siedlungen der Métis.
| Name                          | Bevölkert durch        | Bemerkung | Einwohner | Veränderung (zum letzten Zensus) | Fläche (km²) | Bev.-dichte (EW/km²) |
| ----------------------------- | ---------------------- | --------- | --------- | -------------------------------- | ------------ | -------------------- |
| Drift Pile River 150          | Driftpile First Nation |           | 828       | + 3,5 %                          | 66,23        | 12,5                 |
| East Prairie Métis Settlement | Métis                  |           | 304       | − 16,9 %                         | 334,44       | 0,9                  |
| Gift Lake Métis Settlement    | Métis                  |           | 658       | − 0,6 %                          | 811,68       | 0,8                  |
| Peavine Métis Settlement      | Métis                  |           | 607       | − 12,0 %                         | 816,38       | 0,7                  |

| Municipal District of Smoky River No. 130 | Northern Sunrise County                     |                                                  |
|                                           | Kompassrose, die auf Nachbargemeinden zeigt | Municipal District of Lesser Slave River No. 124 |
| Municipal District of Greenview No. 16    | Woodlands County                            |                                                  |

## Bevölkerung
| Jahr | Erhebung          | Einwohner | Änderung | Fläche (km²) | Bev.-dichte (EW/km²) |
| ---- | ----------------- | --------- | -------- | ------------ | -------------------- |
| 2021 | Volkszählung 2021 | 4986      | - 11,4 % | 13.827,58    | 0,4                  |
| 2016 | Volkszählung 2016 | 5672      | - 4,1 %  | 13.942,43    | 0,4                  |
| 2011 | Volkszählung 2011 | 5912      | - 1,3 %  | 13.928,13    | 0,4                  |

## Gemeinden und Ortschaften
Folgende Gemeinden liegen innerhalb der Grenzen des Verwaltungsbezirks:
- Stadt (City): keine
- Kleinstadt (Town): High Prairie, Swan Hills
- Dorf (Village): keine
- Weiler (Hamlet): Enilda, Faust, Grouard, Joussard, Kinuso

Außerdem bestehen noch weitere, noch kleinere Ansiedlungen wie beispielsweise Sommerdörfer.